# 1876

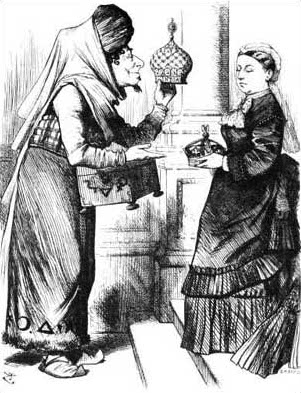
Politieke cartoon "New crowns for old ones!"; Benjamin Disraeli kroont koningin Victoria tot keizerin van India.

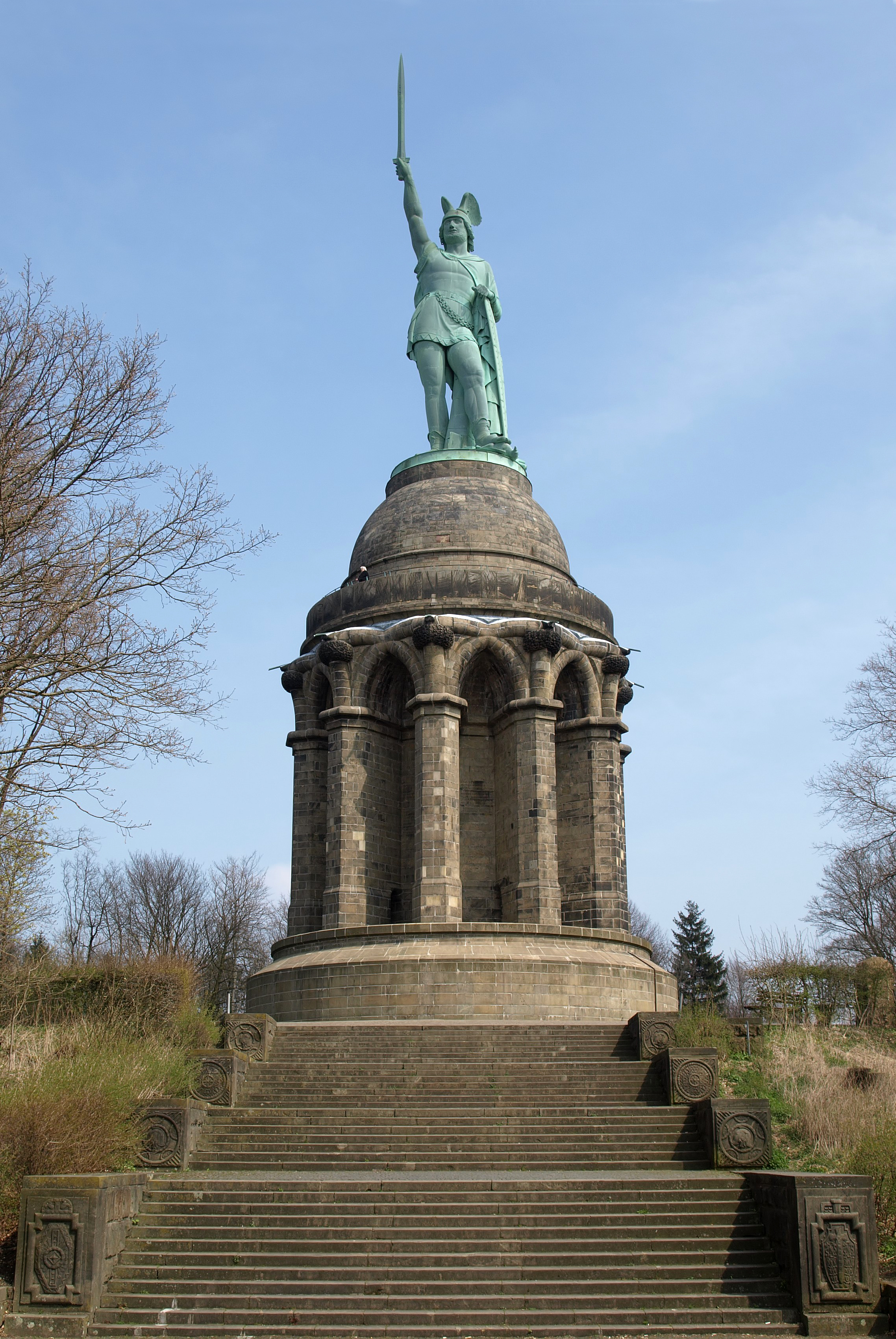
Hermannsdenkmal, 2008

Het jaar 1876 is het 76e jaar in de 19e eeuw volgens de christelijke jaartelling.

## Gebeurtenissen
januari
- 1 - De Mark vervangt de munteenheden van de Duitse deelstaten als wettig betaalmiddel. De munten en bankbiljetten zijn inwisselbaar tegen goud.
- 3 - Klaas Kater richt het Nederlandsch Werkliedenverbond Patrimonium op, een protestants-christelijke afsplitsing van het Algemeen Nederlandsch Werklieden Verbond. Aanleiding tot de breuk is de schoolstrijd.
- 22 - De Almanakredactie van het Leids Studentencorps laat op haar dagje uit een "kiekje" maken door de fotograaf Israël Kiek.
- 31 - Oprichting van de Hollandsche Teekenmaatschappij door een aantal schilders van de Haagse school.

maart
- 5 - Het eerste nummer verschijnt in Milaan van de Corriere della Sera.
- 7 - Alexander Graham Bell ontvangt patent voor het uitvinden van de telefoon. Drie dagen later spreekt hij in zijn toestel de historische woorden tegen zijn assistent: Mr. Watson, come here. I want to see you.
- maart - Rusland bezet het Kanaat Kokand en geeft, in de woorden van tsaar Alexander II, gehoor aan de wens van de onderdanen van de Khan om Russische burgers te worden.

april
- Opstand in Bulgarije tegen de Osmaanse overheersing.

mei
- 6 - Bij een oproer in de Osmaanse stad Thessaloniki worden de Duitse en de Franse consul door fanatieke moslims gedood.
- 8 - Truganini, de laatste Aboriginal uit Tasmanië overlijdt.
- 13 - Officiële opening van de spoorlijn Amersfoort-Apeldoorn-Zutphen door de HSM, de treinen gaan rijden op 15 mei.
- 18 - De Franse dichter Arthur Rimbaud meldt zich bij het Koloniaal Werfdepot te Harderwijk aan voor legerdienst in Nederlands-Indië.
- 26 - De Nederlandse delicatessehandelaar Jacq. P. Lissone opent het eerste reisbureau op het Europese vasteland: Lissone-Lindeman.

juni
- 14 - Ongeveer 70.000 zaden van de Braziliaanse rubberboom worden uitgezaaid in de Kew Gardens bij Londen. Daaruit zullen de 2800 zaailingen voortkomen waarvan alle rubberbomen in Azië afkomstig zijn.
- 25 - De Sioux- en de Cheyenne-Indianen winnen de Slag bij de Little Bighorn in de Black Hills in Dakota. Een Amerikaans cavalerieregiment onder leiding van kolonel George Armstrong Custer wordt verpletterend verslagen.
- 30 - Servië en Montenegro verklaren het Osmaanse Rijk de oorlog wegens wat ze noemen de onderdrukking van de Slaven in Bosnië-Herzegowina.

juli
- 1 - Met de inlijving bij het koninkrijk Pruisen komt er een eind aan de aparte status van het hertogdom Lauenburg. Het land gaat deel uitmaken van de provincie Sleeswijk-Holstein.
- 24 - De herverkiezing van de Mexicaanse president Sebastián Lerdo wordt door zijn tegenstanders niet erkend. José María Iglesias roept zich uit tot president.

augustus
- 13 - De eerste Bayreuther Festspiele onder leiding van Richard Wagner beginnen met, ook voor de eerste keer, een integrale opvoering van zijn Der Ring des Nibelungen.

september
- 1 - De koninklijke sterrenwacht van Brussel maakt het eerste weerbulletin. Het is gebaseerd op de analyse van synoptische kaarten.
- 11 - Begin van het Kermisoproer in Amsterdam. De bevolking komt in opstand tegen het afschaffen van de jaarlijkse kermis.

november
- 1 - In Nederland wordt het Noordzeekanaal geopend.
- 21 - Generaal Porfirio Díaz arriveert in Mexico-Stad: begin van het Porfiriaat.

december
- 4 - De Luikenaar Georges Nagelmaekers richt de Compagnie Internationale des Wagons-Lits op om naar voorbeeld van het Amerikaanse Pullman luxe slaaptreinen te exploiteren.
- 8 - De gouverneur van Suriname Cornelis Ascanius van Sypesteyn voert de leerplicht in voor kinderen tussen 6 en 12 jaar. De kolonie is het moederland daarmee 25 jaar voor. Het Nederlands wordt de enige onderwijstaal.

zonder datum
- In Nederland wordt de Wet op het Hoger Onderwijs ingevoerd. Op de universiteiten neemt het Nederlands als voertaal de plaats in van het Latijn.
- Seth Tomas ontwerpt een uurwerk met alarm: de wekker is uitgevonden.
- In New York wordt het Central Park geopend.
- H.J. Heinz Company introduceert tomatenketchup.
- Nederland en Pruisen sluiten een waterverdrag. Vaarwegen in de beide landen zullen worden verbonden om de handel te bevorderen, zo zal een Kanaal Almelo-Nordhorn worden gegraven.

## Muziek
- Giacomo Puccini componeert de Preludio in Mi minore
- Pjotr Iljitsj Tsjaikovski componeert de balletsuite Het Zwanenmeer
- In Wenen wordt de première opgevoerd van de opera Jocondo van Carl Zeller
- Edvard Grieg voltooit zijn Ballade i g-moll in het voorjaar
- 30 augustus: Zion van Niels Gade is voor het eerst te beluisteren.

## Beeldende kunst

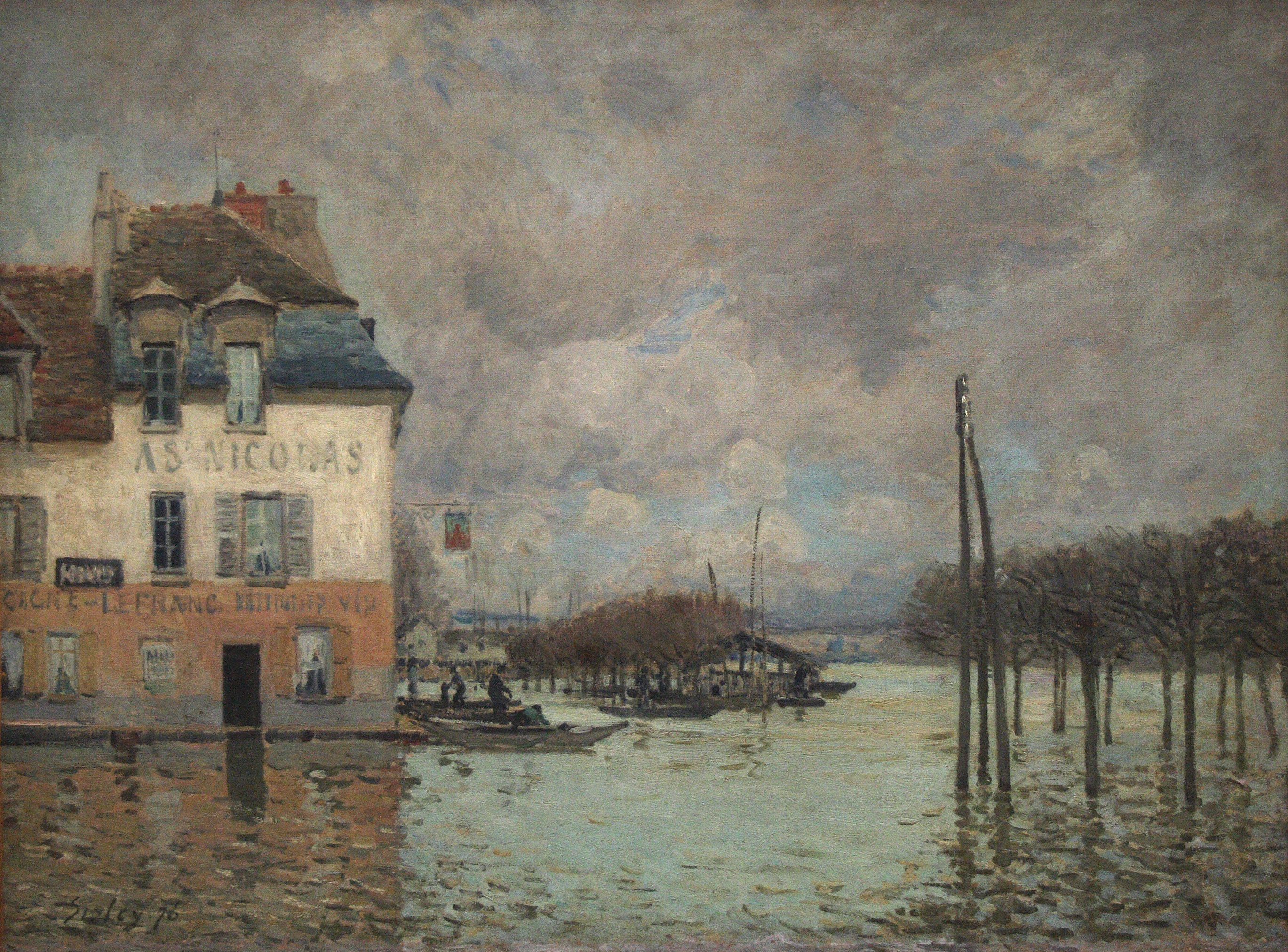
De overstroming bij Port Marly (1876) Alfred Sisley
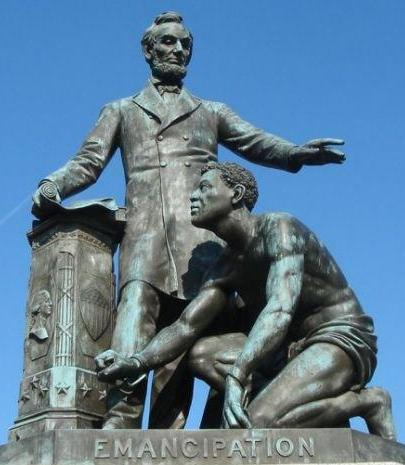
Emancipation Memorial (1876) Thomas Ball, Lincoln Park, Washington D.C.
Bal au Moulin de la Galette (1876) Pierre-Auguste Renoir, Musée d'Orsay

## Bouwkunst

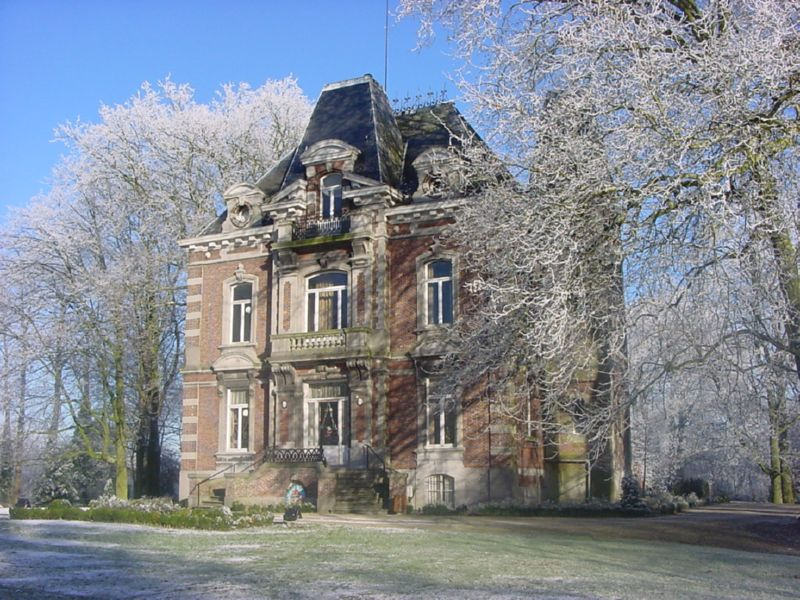
Beukenhof, Vichte, België (1876)

## Geboren

### januari
- 1 - Paula de Waart, Nederlands toneel- en filmactrice (overleden 1938)
- 5 - Konrad Adenauer, Duits staatsman (overleden 1967)
- 10 - Jan Eisenloeffel, Nederlands kunstenaar (overleden 1957)
- 12 - Jack London, Amerikaans schrijver (overleden 1916)
- 19 - Dragotin Kette, Sloveens dichter (overleden 1899)
- 23 - Otto Diels, Duits scheikundige en Nobelprijswinnaar (overleden 1954)
- 23 - Rupert Mayer, Duits priester, jezuïet en zalige (overleden 1945)
- 29 - Havergal Brian, Brits componist (overleden 1972)
- 31 - Pedro Abad Santos, Filipijns arbeidersleider en afgevaardigde (overleden 1945)

### februari
- 5 - Jan Prins, Nederlands dichter en vertaler (overleden 1948)
- 22 - George Washington Smith, Amerikaans architect (overleden 1930)

### maart
- 2 - Pius XII, paus 1939-1958 (overleden 1958)
- 5 - Édouard Belin, Frans uitvinder (overleden 1963)
- 10 - Jules Cran, Belgisch kunstenaar (overleden 1926)
- 19 - Joseph Steinweg, Nederlands burgemeester (RKSP) (overleden 1973)
- 25 - Irving Baxter, Amerikaans atleet (overleden 1957)
- 29 - Ioannis Georgiadis, Grieks schermer (overleden 1960)

### april
- 3 - Tomáš Baťa, Tsjechisch schoenfabrikant en filantroop (overleden 1932)
- 15 - Friedrich Radszuweit , Duits uitgever en homorechtenactivist (overleden 1932)
- 19 - Hendrik van Mecklenburg-Schwerin, prins-gemaal van Nederland (overleden 1934)
- 26 - Fridthjov Anderssen, Noors componist en organist (overleden 1937)
- 27 - Con Leahy, Iers hoogspringer (overleden 1921)
- 30 - Orso Mario Corbino, Italiaans natuurkundige en politicus (overleden 1937)

### mei
- 2 - Willy Arend, Duits wielrenner (overleden 1964)
- 10 - Frans Morssink, Nederlands katholiek missionaris in Suriname (overleden 1945)
- 22 - Antoine Bouwens, Nederlands sportschutter (overleden 1963)
- 24 - Hilda Nilsson, Zweedse seriemoordenares (overleden 1917)

### juni
- 12 - Maria Marc, Duitse kunstenares
- 3 - José Palma, Filipijns dichter (overleden 1903)
- 11 - Alfred L. Kroeber, Amerikaans cultureel antropoloog (overleden 1960)
- 22 - Madeleine Vionnet, Frans modeontwerper (overleden 1975)
- 23 - Aart van der Leeuw, Nederlands schrijver en dichter (overleden 1931)
- 24 - Adrianus Johannes Dresmé, Nederlandse beeldhouwer (overleden 1961)
- 26 - José Gustavo Guerrero, Salvadoraans minister, diplomaat en rechter (overleden 1958)
- 26 - Coba Ritsema, Nederlands kunstschilderes (overleden 1961)

### juli
- 17 - Maksim Litvinov, Russisch bolsjewiek (overleden 1951)
- 20 - John Mulcahy, Amerikaans roeier (overleden 1942)
- 25 - Elisabeth in Beieren, van 1909-1934 koningin van België (overleden 1965)

### augustus
- 4 - John Scaddan, 10e premier van West-Australië (overleden 1934)
- 7 - Mata Hari (geboren als Margaretha Zelle), Nederlands danseres en spionne (overleden 1917)
- 7 - Sientje Prijes, vakbondsbestuurster en schrijfster (overleden 1933)
- 8 - Sophia Duleep Singh, Brits suffragette (overleden 1948)
- 17 - Henri Winkelman, Nederlands opperbevelhebber ten tijde van de Duitse invasie in 1940 (overleden 1952)
- 31 - Violet Gibson, Iers activiste die een aanslag pleegde op Benito Mussolini (overleden 1956)

### september
- 5 - Wilhelm Ritter von Leeb, Duits veldmaarschalk (overleden 1956)
- 6 - John Macleod, Schots fysioloog en Nobelprijswinnaar (overleden 1935)
- 11 - Stanley Rowley, Australisch atleet (overleden 1924)
- 15 - Bruno Walter, Duits dirigent, pianist en componist (overleden 1962)

### oktober
- 9 - Sol Plaatje, Zuid-Afrikaans journalist, schrijver en politicus (overleden 1932)
- 15 - Arie Keppler, Nederlands volkshuisvester (overleden 1941)
- 19 - Adolpho Ducke, Braziliaans botanicus en entomoloog (overleden 1959)
- 27 - Jacqueline Royaards-Sandberg, Nederlands actrice (overleden 1976)

### november
- 5 - Raymond Duchamp-Villon, Frans beeldhouwer (overleden 1918)
- 23 - Manuel de Falla, Spaans componist (overleden 1946)
- 24 - Walter Burley Griffin, Amerikaans architect en landschapsarchitect (overleden 1937)
- 26 - Willis Carrier, Amerikaans ingenieur en uitvinder van de moderne airconditioning (overleden 1950)
- 26 - Bart van der Leck, Nederlands kunstschilder (overleden 1958)

### december
- 10 - Anton Rudolph Mauve, Nederlands beeldend kunstenaar (overleden 1962)
- 12 - Alvin Kraenzlein, Amerikaans atleet en olympisch kampioen (overleden 1928)
- 16 - Rodolphe William Seeldrayers, Belgisch sporter (overleden 1955)
- 20 - Robert de Kerchove d'Exaerde, Vlaams politicus (overleden 1954)
- 20 - J. van Oudshoorn, Nederlands schrijver (overleden 1951)
- 25 - Adolf Windaus, Duits scheikundige en Nobelprijswinnaar (overleden 1959)
- 30 - Nico Broekhuysen, Nederlands onderwijzer, uitvinder van het korfbal (overleden 1958)
- 31 - Joannes Pieter van Tienhoven, Nederlands bankier (overleden 1950)

### datum onbekend
- Said Nursi, Turks-Koerdisch islamgeleerde (overleden 1960)

## Overleden
januari
- 7 - Maria Theresia Haze (83), Belgisch ordestichtster

februari
- 2 - John Forster (63), Engels literair criticus en biograaf van Dickens
- 24 - Jan Pieter Heije (66), Nederlands arts en dichter
- 24 - Joseph Jenkins Roberts (66), Liberiaans staatsman
- 29 - Jozef Van Lerius (52), Belgisch kunstschilder

maart
- 8 - Louise Colet (65), Frans dichteres en schrijfster

mei
- 15 - Snowshoe Thompson (49), Noors-Amerikaans postbode-te-ski
- 19 - Guillaume Groen van Prinsterer (74), Nederlands politicus

juni
- 8 - George Sand (71), Frans schrijfster

juli
- 1 - Michail Bakoenin (62), Russisch anarchist
- 11 - Ottho Gerhard Heldring (72), Nederlands predikant en schrijver

oktober
- 1 - James Lick (80), Amerikaans pianobouwer, vastgoedmagnaat, hovenier en filantroop

november
- 24 - Maria Francesca Rossetti (49), Engels schrijfster
- 28 - Karl Ernst von Baer (84), Duits-Baltisch bioloog
- 29 - Giacinto Gigante (70), Italiaans kunstschilder